# Mehmed I
Mehmed I Çelebi (Edirne, c.1385-Bursa, 26 de mayo de 1421), llamado Kirişçi (el verdugo), fue sultán otomano desde 1413 hasta su muerte. Era hijo de Bayezid I Yıldırım. Después del período de guerra civil denominado el "interregno otomano", fue reconocido sultán de todo el Imperio en 1413.

## Sus primeros años
Mehmed Çelebi nació en el palacio de Edirne (antigua Adrianópolis, hoy en Turquía) en 1385, aunque hoy en día los historiadores insisten en distintas fechas como 1379, 1382, 1383, o 1387. Ciertamente su fecha sigue siendo un misterio.
Nació como cuarto hijo del sultán Bayezid I (el cual ese mismo año había sucedido a su propio padre Murad I en plena Batalla de Kosovo) y de una de sus consortes, Devlet Hatun. 
Fue educado en el palacio de Bursa y, siguiendo la costumbre otomana, cuando llegó a la adolescencia en 1399, fue enviado a Amasya para realizar su aprendizaje como administrador y adquirir experiencia como sanjak-bey (gobernador provincial) gobernando el eyalato de Rûm (centro de Anatolia del Norte), una entidad territorial otomana creada recientemente por su padre sobre el territorio conquistado a los Eretnidas. Allí, Mehmed fue asesorado por el general Bayezid Paşa (oriundo de Amasya y de padres albaneses conversos). Mehmed más tarde convirtió a Bayezid Paşa en su gran visir (1413-1421).

## El interregno
El 20 de julio de 1402, su padre Bayezid fue derrotado en la batalla de Ankara por el emir turco-mongol Tamerlán de Transoxiana. Los hermanos (con la excepción de Mustafa y Musa, que fueron capturados y llevados junto con Bayezid a Samarcanda) fueron rescatados del campo de batalla, y Mehmed fue salvado por el general Bayezid Paşa, quien lo llevó a Amasya.
El antiguo Imperio otomano no tenía una sucesión regulada y, según la tradición turca, cada hijo podía suceder a su padre. De los hermanos de Mehmed, el mayor, Ertuğrul, había muerto en 1392. Dejando a un lado a los hermanos menores de edad, esto dejó a tres príncipes: Süleyman, Isa y Mehmed, para disputar el control de los territorios otomanos restantes en la guerra civil conocida como el Fetret devri (Interregnum). En la historiografía moderna, a estos príncipes se les suele denominar por el título Çelebi, pero en las fuentes contemporáneas, el título está reservado para Mehmed y Musa. Las fuentes bizantinas tradujeron el título como Kyritzes (Κυριτζής), que a su vez fue adoptado en turco como kirişçi, a veces malinterpretado como güreşçi, "el luchador".
Mientras Mehmed Çelebi formó, en base al eyalato de Rûm, un estado independiente en Amasya; su hermano mayor Süleyman, autoproclamándose sultán, gobernó el norte de Grecia, Macedonia, Bulgaria y Tracia, con su capital en Edirne (la capital europea de los otomanos), asesorado por el gran visir de Bayezid, Çandarlı Ali Paşa, apoyado por el Devşirme y los príncipes cristianos vasallos de los Balcanes. El segundo hermano mayor de Mehmed, Isa, se estableció como un gobernante independiente en Bursa (la capital asiática), gobernando el sur de Grecia y la parte más occidental de Anatolia. La guerra estalló entre Mehmed e İsa, y tras las batallas de Ermeni-beli y Ulubad (marzo — mayo de 1403), İsa huyó a Constantinopla y Mehmed ocupó Bursa. La batalla posterior en Karasi entre Mehmed e İsa resultó en una victoria para Mehmed e İsa huyendo a Karaman. İsa más tarde fue asesinado en un baño por agentes de Mehmed. Süleyman aprovechó la ocasión para apoderarse también del sur de Grecia, mientras Mehmed regía Anatolia.
Tras la muerte de İsa, Süleyman cruzó el estrecho con un gran ejército. Inicialmente, Süleyman tuvo éxito, invadiendo Anatolia, capturando Bursa (marzo de 1404) y Ankara más tarde ese año. Entre tanto, el príncipe Musa, quien fuera capturado en Ankara, fue liberado por Temür, a petición de Mehmed. Mehmed envió a Musa a través del Mar Negro hacia Tracia con una pequeña fuerza para atacar los territorios de Süleyman en el sureste de Europa. Esta maniobra pronto hizo regresar a Süleyman a Tracia, donde se produjo una breve pero sangriento encuentro armado entre él y Musa. Al principio, Süleyman tuvo la ventaja de ganar la batalla de Kosmidion en 1410, pero en 1411 su ejército desertó a favor de Musa, tras ser derrotado en una batalla a las afueras de Edirne. El fugitivo Süleyman se vio forzado a retirarse al sur de Grecia. Finalmente, Süleyman fue capturado y ejecutado por orden de Musa. Este era ahora el gobernante de los dominios otomanos en Europa, traicionando el favor de su hermano Mehmed.
Inmediatamente Musa sitió a Constantinopla, debido a que el emperador bizantino, Manuel II Paleólogo, había sido un aliado de Süleyman. Manuel llamó a Mehmed (enfurecido por la traición de su hermano Musa) para que lo protegiera. Los otomanos de Mehmed ahora guarnecían a Constantinopla contra los otomanos de Tracia, comandados por Musa. Mehmed hizo varias salidas infructuosas contra las tropas de su hermano, una de ellas fue el envío de un pequeño ejército a Galípoli, donde fue derrotado en Incegiz. Mehmed se vio obligado a volver a cruzar el Bósforo para sofocar una revuelta que había estallado en sus propios territorios. Musa presionó aún más el sitio de Constantinopla. Sin embargo, Mehmed regresó a Tracia y obtuvo la ayuda de Stefan Lazarevic, el déspota serbio, y fundamentalmente de la aristocracia turca, con la promesa de reemprender las antiguas tradiciones ghazi. También restableció las conexiones de la dinastía otomana con las órdenes sufíes y cofradías artesanas de Anatolia.
Los ejércitos otomanos de los hermanos rivales se encontraron frente a frente en la llanura de Chamurli (hoy Samokov, Bulgaria) el 5 de julio de 1413. La decisiva batalla que se produjo a continuación fue ganada por Mehmed y sus aliados. Musa fue capturado y estrangulado.

## Reinado
Después de triunfar en el Fetret devri, Mehmed se coronó a sí mismo sultán en la ciudad tracia de Edirne, que se encontraba en la parte europea del imperio (el área que divide los lados anatoliano y europeo del imperio, Constantinopla y la región circundante, todavía estaba en manos del Imperio Bizantino), convirtiéndose en Mehmed I. Consolidó su poder, convirtió a Edirne en la más importante de las capitales duales, y conquistó partes de Albania, el emirato Candaroglu y el Reino armenio de Cilicia de los mamelucos. Teniendo en cuenta sus muchos logros, Mehmed es ampliamente conocido como el "segundo fundador" del sultanato otomano.
Como el nuevo sultán había triunfado gracias a la aristocracia turca, los elementos bizantinos que se habían introducido en las instituciones otomanas quedaron eliminados; se otorgó énfasis al pasado turcomano del linaje dinástico otomano y por primera vez se encargaron crónicas de su historia. La aristocracia turca recuperó su supremacía, haciéndose cargo de sus antiguos estados y desempeñando cargos importantes en el gobierno y en el ejército, dominando al sultán y al gobierno. Los jenízaros (infantería del cuerpo de los Kapıkulları) quedó como guardia personal del sultán. Se dio fin al reclutamiento del Devşirme, privando a esta emergente clase política de sus potenciales elementos civiles y de militares. La guardia del sultán quedó en tal situación de abandono que no podía ayudar a su soberano.

### Rebeliones de Düzmece Mustafa y Orhan Çelebi
Poco después de que Mehmed comenzara su reinado, su hermano Mustafa Çelebi, quien originalmente había sido capturado junto con su padre Bayezid I durante la batalla de Ankara y había sido mantenido cautivo en Samarcanda, regresó a Anatolia y se escondió durante el Fetret devri, resurgió y le pidió a Mehmed que dividiera el imperio junto con él. Mehmed se negó y se enfrentó a las fuerzas de Mustafa (apoyadas por los príncipes cristianos de Valaquia) en batalla, derrotándolos fácilmente. Mustafa escapó a la ciudad bizantina de Tesalónica, pero después de un acuerdo con Mehmed, el emperador bizantino Manuel II Paleólogo exilió a Mustafa a la isla de Lemnos. En el curso de los combates entre estos hermanos se emplearon por primera vez armas de fuego en el Imperio otomano.
En contrapartida por la ayuda prestada, Mehmed deberá reconocer al Emperador bizantino como "padre y señor" y permanecerle leal, lo que puede considerare como el último triunfo diplomático de Bizancio.
Sin embargo, Mehmed aún enfrentaba algunos problemas, siendo el primero el problema de su sobrino Orhan Çelebi (hijo de su hermano mayor Süleyman Çelebi), a quien Mehmed percibía como una amenaza a su gobierno, al igual que lo habían sido sus hermanos. Al parecer, hubo un complot que lo involucró a Manuel II Paleólogo, quien intentó usar a Orhan contra el sultán Mehmed; sin embargo, el sultán se enteró de la trama y cegó a Orhan por traición, según una práctica bizantina común.

### Revuelta del Shaykh Bedreddin
Tras la batalla de Ankara y el Fetret devri, la población del imperio se había vuelto inestable y traumatizada. Un movimiento social y religioso muy poderoso surgió en el imperio y se convirtió en disruptivo. El movimiento fue liderado por el Shaykh Bedreddin (1359–1420), un carismático y famoso teólogo musulmán sufí. Era un eminente ulema, nacido de una madre griega y un padre musulmán en Simavna (actual Kyprinos) al suroeste de Edirne. El hermano de Mehmed, Musa, había hecho de Bedreddin su "qadi del ejército" o el juez supremo. Bedreddin creó un movimiento religioso populista en el sultanato otomano, "conclusiones subversivas que promovían la supresión de las diferencias sociales entre ricos y pobres, así como las barreras entre las diferentes formas de monoteísmo". Desarrollando con éxito una revolución social popular y el sincretismo de los varias religiones y sectas del imperio, el movimiento de Bedreddin comenzó en el lado europeo del imperio y experimentó una mayor expansión en Anatolia occidental.
En 1416, el shaykh Bedreddin comenzó su rebelión contra el trono. Después de una lucha de cuatro años, finalmente fue capturado por Bayezid Pasha, el gran visir de Mehmed, y ahorcado en la ciudad de Serres, una ciudad de la Grecia moderna, en 1420.

### Consolidación
Durante el período de Fetret devri, el Imperio había perdido cierto número de territorios en Anatolia. Mehmed se pone en campaña para recuperarlos lo más rápido posible. Anexa Esmirna en 1414, anexa Saruhan y Menteseoglu, vence a los Karamanogullari que habían atacado Bursa, a los que finalmente perdona, permitiéndoles vivir en el territorio del Imperio como súbditos, y conquista parte del emirato Candaroğlu, para finalmente ocupar el reino cristiano de Cilicia.
Consolidado su poder en Anatolia, parte hacia Rumelia. Conquista parte de Albania y somete a Valaquia, imponiéndole el pago de tributo. Al mismo tiempo, refuerza su flota y tienen lugar los primeros combates navales.

## Muerte
El reinado de Mehmed I como sultán del reunido imperio duró solo ocho años antes de su muerte, pero también había sido el hermano más poderoso que compitió por el trono y el gobernante de facto de la mayor parte del imperio durante casi todo el período anterior de once años del Fetret devri (Interregno otomano) que pasó entre el cautiverio de su padre en Ankara y su propia victoria final sobre su hermano Musa Çelebi en la decisiva Batalla de Çamurlu.
Murió en el palacio de Edirne el 26 de mayo de 1421, y fue sepultado en Bursa en un mausoleo erigido por él mismo cerca de la célebre mezquita que construyó allí y que, debido a sus decoraciones de azulejos verdes, se las denominó respectivamente con los nombres de Yeşil Türbe (Mausoleo Verde) y Yeşil Camii (Mezquita Verde). Se dice que su cuerpo mostraba las cicatrices de cuarenta heridas, producto de las 24 campañas militares en las que había participado. Para evitar la repetición del período de anarquía anterior a su reinado, su muerte fue ocultada al pueblo y al ejército hasta la asunción de su sucesor.
Mehmed I también completó otra mezquita en Bursa, que su abuelo Murad I había comenzado pero que había sido descuidada durante el reinado de su padre Bayezid. Mehmed fundó cerca de su propia Mezquita Verde y de su mausoleo otras dos instituciones características, una escuela y la otra un refectorio para los pobres, ambas dotadas de munificencia real.

## Familia

### Consortes
- Şehzade Hatun (¿?-¿?), hija de Dividdar Ahmed Paşa, tercer gobernante del Beylicato de Kutluşah y del Beylicato de Canik. Se sabe que fue su primera consorte. Era madre de Şehzade Mehmed. Aunque algunos historiadores dicen que Murad II también era su hijo;
- Emine Hatun (¿?-1449), hija de Şaban Süli Bey, quinto gobernante del beylicato de Dulkadir. Ella era su segunda consorte, se sabe que contrajeron matrimonio en 1402, pero se desconoce su fecha de nacimiento. Es disputada como madre de Murad II, pero otros toman a Şehzade Hatun como madre de este. Su sobrina, Sittişah Hatun se casó con Mehmed II
- Kumru Hatun (¿?-¿?), sólo se sabe que era madre de Selçuk Hatun, Hafsa Hatun y de Ayşe Hatun.

### Hijos
- Şehzade Mehmed (1403-1407), hijo con Şehzade Hatun, murió en la infancia;
- Murad II (16 de junio de 1404-3 de febrero de 1451, hijo con Emine Hatun (disputado con Şehzade Hatun). Fue sultán del Imperio Otomano desde 1421 hasta su muerte;
- Şehzade Kasım (1405-12 de enero de 1407), hijo con concubina de nombre desconocido, murió en la infancia;
- Şehzade Mustafa Çelebi (1408-octubre de 1423), hijo con concubina de nombre desconocido. Ejecutado por órdenes de Murad II;
- Şehzade Mahmud Çelebi (1413-agosto de 1429), hijo con concubina de nombre desconocido. Ejecutado órdenes de Murad II;
- Şehzade Yusuf Çelebi (1414-agosto de 1429), hijo con concubina de nombre desconocido. Ejecutado por órdenes de Murad II;
- Şehzade Ahmed (1416-1420), hijo con concubina de nombre desconocido, murió joven;
- Şehzade Orhan (1418-29 de mayo de 1421), hijo con concubina de nombre desconocido. Fue ejecutado a la ascensión al trono de Murad II;

### Hijas
- Selçuk Hatun (1407-25 de octubre de 1485), hija con Kumru Hatun. Se casó con Damat Taceddin Ibrahim II Bey, gobernante de Isfendiyarids. Tuvieron varios hijos, pero sólo dos llegaron a la adultez. Después de enviudar, se casó con el Beylerbey de Anatolia, Damat Karaca Paşa. Tuvieron una hija;
- Sultan Hatun (1408-1425), hija con concubina de nombre desconocido, murió joven y se desconoce si se casó;
- İnci Hatun (1408-¿?), hija con concubina de nombre desconocido. Casada con Damat Karamanoğlu Emir Muhammed Bey en 1423. Tuvieron descendencia;
- Hatice Hatun (1409-10 de noviembre de 1444), hija con concubina de nombre desconocido. Casada en 1426 con Damat Mustafa Karaca Paşa. Tuvieron descendencia;
- Fatma Hatun (1409-¿?), hija con concubina de nombre desconocido. Se casón en enero de 1423 con Damat Oruç Paşa. Tuvieron descendencia;
- Hafsa Hatun (1410-1470), hija con Kumru Hatun. Se casó en enero de 1423 con Damat Mahmud Bey. Tuvieron descendencia;
- İlaldi Hatun (1412-¿?), hija con concubina de nombre desconocido. Se casó en 1426 con Damat Ibrahim Bey II. Tuvieron descendencia;
- Ayşe Hatun (1414-1469), hija con Kumru Hatun. Se casó en 1428 con el beylerbey de Karaman, Damat Alaettin Ali Bey. Tuvieron descendencia.
- Sitti Hatun (1416-1481), hija con concubina de nombre desconocido. Se casó en 1429 con Damat Sinan Paşa. Luego se casó en 1449 por segumda vez pero se desconoce el nombre de con quién se casó. Tuvo descendencia de su primer matrimonio.